# Martin Hanne
Martin Hanne (* 12. Mai 2001 in Peine) ist ein deutscher Handballspieler.

## Karriere

### Im Verein
Martin Hanne spielte zunächst für die HSG Nord Edemissen und wechselte dann in der B-Jugend in die Jugend der TSV Hannover-Burgdorf. Mit 17 Jahren stand er in der Saison 2018/19 erstmals für ein Spiel im Kader der Bundesliga-Mannschaft gegen die Rhein-Neckar Löwen, in welchem er direkt 5 Tore erzielte. Ab der Saison 2020/21 erhielt er seinen ersten Profivertrag und steht seitdem im Kader des Bundesligisten. Im Sommer 2025 wechselte er zum Ligakonkurrenten Frisch Auf Göppingen.

### Nationalmannschaft
Ende 2023 wurde er in den 35er-Kader der deutschen Nationalmannschaft für die Europameisterschaft 2024 berufen, ohne zuvor im Kader der Nationalmannschaft gestanden zu haben. Am 4. Januar 2024 gab er sein Debüt für die A-Nationalmannschaft gegen Portugal, bei welchem er 5 Tore erzielte. Er stand im Kader für die Europameisterschaft 2024 und belegte mit Deutschland den 4. Platz. Dabei erzielte er vier Tore in sechs Spielen.